# Esfinge de Agost
La esfinge de Agost presenta la postura propia del arte escultórico ático arcaico, donde las esfinges al igual que los leones suelen tener la cabeza mirando al frente, el cuerpo de perfil y la cabeza ya plenamente humana predominando sobre el aspecto felino del cuerpo. Esto, junto al hecho de estar estrechamente relacionada con otra esfinge hallada en el Pireo y conservada en el Museo Nacional de Atenas, permite datarla entre 570 y 545 a. C. y clasificarla según G.M.A. Righter.
Sin embargo ciertas características de las mismas delatan su raíz ibera. De una parte, la esfinge de Agost debía estar adosada a un muro mientras que las griegas son exentas y, por otra, la cola se introduce entre las ancas, como ocurre con los leones, mientras que en las piezas griegas se dobla sobre sí misma y deposita el extremo, ancho y apuntado sobre el muslo. Está expuesta en el Museo Arqueológico Nacional de España, en Madrid.

## Lugar del Hallazgo
Fue encontrada junto a otra esfinge custodiada en el parisino Museo del Louvre y un toro, del cual se perdió la pista después del hallazgo, el año 1893, en el yacimiento arqueológico de El Camp de l'Escultor, en el término municipal de Agost, provincia de Alicante.

## Simbolismo

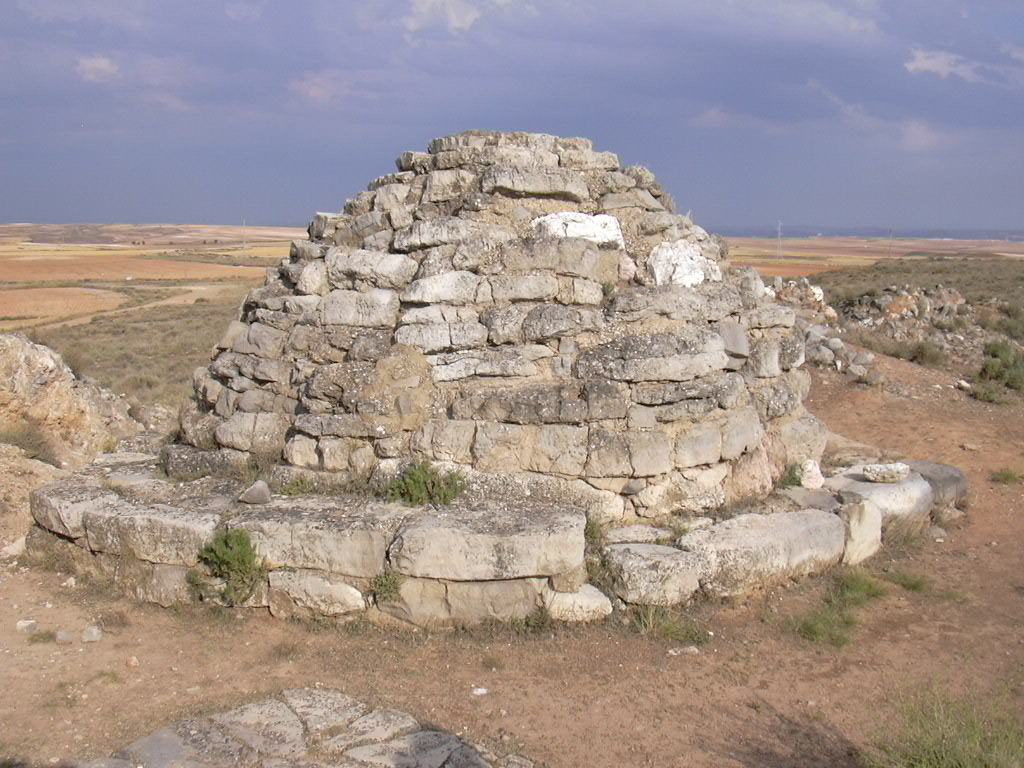
Tumba ibérica en el Cabezo de Alcalá.

La esfinge es una figura que tiene el cuerpo de un león alado, la cabeza de una mujer y cola de serpiente, «es conocida desde la Edad del Bronce en Mesopotamia y Egipto, siendo este último lugar donde parece tener su remoto punto de origen». La esfinge masculina en Egipto juega el papel de guardián en el mundo de los muertos. La esfinge femenina ya aparece en Egipto en la dinastía IV, representando a la reina Hetepheres II y fue encontrada en el complejo funerario de Dyedefra en Abu Roash (ca. 2550 a. C.) 
Los ejemplos orientales y los griegos empezarán pronto a diferenciarse y evolucionarán autónomamente. En este proceso se aprecia cómo, en el arte griego, el aspecto humano de la esfinge irá ganando importancia y la postura más frecuente será la sentada. Se cree que se trata de una esfinge que se ubicó en una tumba íbera, porque la esfinge como objeto funerario estaba destinado a guardar y defender a los muertos a los que podía transportar al mundo de ultratumba. Las características de la obra revelan la mano de un artista indígena imbuido de las creencias griegas sobre el mundo de los difuntos que no hubiera visto directamente el modelo que quería reproducir.

## Características técnicas
- Medidas: 82 cm de altura, 56 de anchura y 26 de fondo.
- Tiene pequeñas erosiones y mutilaciones.
- Pilar funerario.
- Estilo ibero-arcaico con influencias helénicas.
- Tallado en piedra caliza.
- Figura con forma de esfinge.